# Рыжий печник
Рыжий печник (лат. Furnarius rufus) — вид птиц семейства печниковых (Furnariidae). Выделяют четыре подвида. Относится к одной из самых больших групп птиц Южной Америки, однако об образе его жизни и размножении известно немного. У него замечательный голос, и поёт он в течение всего года. Он — желанный гость вблизи населённых пунктов и на городских окраинах.

## Внешний вид

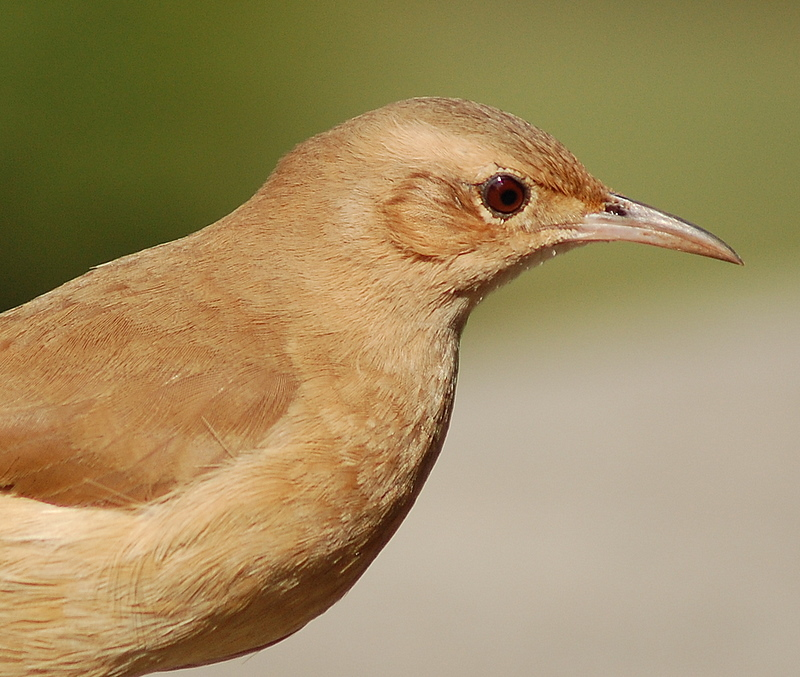

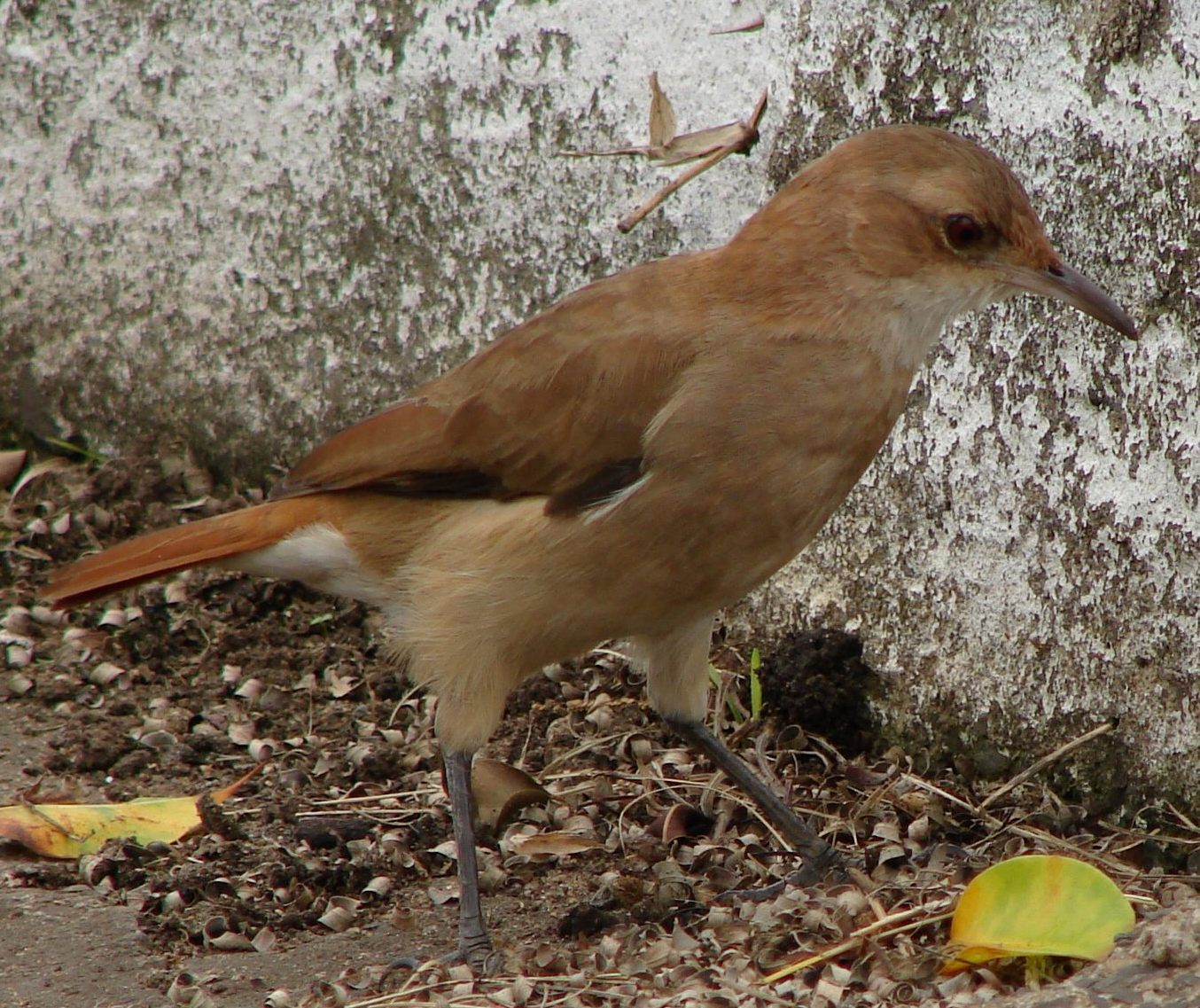

Рыжий печник окрашен сверху в ржавый буро-красный цвет. На голове и на шейных нижних перьях цвет тусклее. Крылья сверху бурые, снизу светлее. Середина горла белая. От глаз назад идет яркая ржаво-жёлтая полоса. Маховые перья серые, большие маховые перья у основания на некотором пространстве имеют бледно-жёлтую кайму. Рулевые перья ржавого желто-красного цвета. Глаза желто-бурые; клюв бурый; нижняя челюсть у основания беловатая; ноги бурые. Длина печника 19 см, размах крыльев 27, длина крыла 10, а хвоста 7 см.

## Места обитания
Живёт в Бразилии, Боливии, Парагвае, Уругвае и Аргентине, обычно на открытых влажных пространствах. Часто встречается вблизи населенных пунктов.

## Образ жизни
Рыжие печники в течение всего года держатся парами. Многие пары сохраняются на всю жизнь. Несмотря на то, что по своей природе это пугливая птица, он, как и многие другие представители семейства печников, привык к близости человека — особенно в Аргентине, где селится недалеко от населенных пунктов и даже в городах.
Он прогуливается по городским газонам, собирает насекомых и поет. Нередко свои необычные гнезда строит на плетнях или под крышами домов, если поблизости не находит подходящего дерева.
Активен в дневное время. Большую часть дня проводит на земле, выискивая и собирая пищу, или сидит на дереве, а его мелодичное пение разносится по окрестностям. Ночью он отдыхает и спит, укрытый ветвями деревьев.
Печник предпочитает ходить, а не летать и поэтому бегает по земле, часто останавливаясь, высоко подняв лапку.

## Пища
Печник добычу ищет на земле, как многие другие виды европейских садовых птиц, например, дрозды. Чаще всего у него небольшая территория обитания, где он отдыхает и проводит время в поисках пищи. Обычно печники питаются живущими на земле насекомыми и их личинками, различными пауками и червями. Кормящиеся птицы чаще всего скрываются в траве и кустарниках, чтобы не попадаться на глаза врагам.

## Размножение
Жизнь печника в период гнездования мало изучена. Причиной является невозможность наблюдения и изучения гнезда этой птицы без его уничтожения. Многие факты удалось изучить досконально, однако ещё большее их число остается невыясненным.
Зимой, в период дождей, самец и самка вместе строят гнездо. Считается, что птицы выбирают влажный период потому, что глина тогда достаточно мягкая и легко поддается обработке.
После того, как птицы выбрали подходящее место на дереве или плетеном заборе, они начинают строительство глубокого основания гнезда в виде миски, которое укрепляют с помощью стеблей трав и других растительных волокон.
Когда эта часть гнезда будет готова и высохнет под лучами солнца, птицы начинают добавлять глину по краям «чаши» и строят стены до тех пор, пока их своды не сомкнутся. В самом конце проделывают узкое, круглое входное отверстие. Самка после оплодотворения откладывает 3-5 белых яиц. Благодаря тому, что в гнезде всегда очень тепло, птенцы выклевываются спустя 18-20 дней. Родители заботливо их выкармливают, и через 18 дней птенцы становятся на крыло. Печники гнездятся один раз в год, и семья в течение 2-3-х месяцев держится вместе.

## Охрана
В настоящее время в охране не нуждается, несмотря на то, что многие птицы погибли, утратив естественные места обитания.

## Интересные факты
- Во время строительства гнезда печник переносит 1500—2000 «порций» глины, общая масса которых составляет 3,5 — 5,5 кг.
- Гнездо защищает печника от сильной жары, холода и хищных птиц, но не от четырёхкрылой кукушки Tapera naevia. Она подбрасывает в его гнезда свои яйца.
- Замечательные песни печники обычно исполняют дуэтом — самец вместе с самкой.
- Является национальным животным Аргентины.